# Why Wait
| Оценки критиков                  | Оценки критиков |
| Источник                         | Оценка          |
| -------------------------------- | --------------- |
| Roughstock                       | [ 2 ]           |
| American Twang                   | (Thumbs Up)     |
| Country Universe                 | (B+)            |
| The 1-to-10 Country Music Review | [ 4 ]           |

«Why Wait» — песня американской кантри-группы Rascal Flatts, вышедшая в качестве первого сингла с их 7-го студийного альбома Nothing Like This. Релиз прошёл 2 августа 2010 года. Сингл достиг первого места в кантри-чарте Hot Country Songs (Billboard). Он стал первым на новом для них лейбле Big Machine Records.

## История
Песня получила положительные отзывы музыкальной критики, например от Roughstock, American Twang, Country Universe, «The 1-to-10 Country Music Review».
Сингл достиг № 1 в американском кантри-чарте Hot Country Songs (Billboard) и стал 11-м чарттоппером группы.

## Музыкальное видео
Режиссёром видеоклипа стал Billy Zabka.

## Позиции в чартах

### Еженедельные чарты
| Чарт (2010—11)                      | Наивысшая позиция |
| ----------------------------------- | ----------------- |
| США (Billboard Hot Country Songs)   | 1                 |
| США (Billboard Hot 100)             | 48                |
| Канада (Billboard Canadian Hot 100) | 60                |

### Годовые итоговые чарты
| Чарт (2010)                   | Позиция |
| ----------------------------- | ------- |
| США Country Songs (Billboard) | 47      |

| Чарт (2011)                   | Позиция |
| ----------------------------- | ------- |
| США Country Songs (Billboard) | 66      |